# NGC 7606
NGC 7606 (другие обозначения — PGC 71047, MCG −2-59-12, IRAS23164-0845) — спиральная галактика (Sb) в созвездии Водолей.
Этот объект входит в число перечисленных в оригинальной редакции «Нового общего каталога».
В галактике вспыхнула сверхновая SN 1987N типа Ia, её пиковая видимая звездная величина составила 13,8.
В галактике вспыхнула сверхновая SN 1965M, её пиковая видимая звездная величина составила 16.